# Blackburn Baffin
Pour les articles homonymes, voir Baffin.
Le Blackburn B-5 Baffin, bombardier-torpilleur biplan, était un développement du Blackburn Ripon, la modification principale étant le remplacement du Napier Lion, moteur en ligne refroidi par eau, par le moteur en étoile Bristol Pegasus I.MS de 545 ch (406 kW).
Le Baffin a été conçu par le major F. A. Bumpus pour répondre à une demande de la Fleet Air Arm pour un biplace biplan classique mono-soute de construction mixte (métal et bois) avec revêtement en tissu.
Il avait des ailes en flèche, décalées, de même longueur, la partie inférieure avec une mouette inversée pour le passage de la torpille tout en conservant un train d'atterrissage court.
L'armement était composé d'une mitrailleuse Vickers (7,7 mm) fixe tirant vers l'avant et une Lewis (7,7 mm) orientable à l’arrière du cockpit. La charge offensive pouvait se composer de :
- une bombe de 2 000 livres (910 kg),
- ou une torpille Mk.VIII ou Mk.IX Mc de 1 576 livres (716 kg),
- ou trois bombes de 530 livres (240 kg),
- ou six bombes de 250 livres (110 kg).

## Conception
Au début des années 1930 les escadrons bombardiers-torpilleurs de la Fleet Air Arm étaient équipés du Blackburn Ripon. Bien que le Ripon fût entré en service en 1930, il était propulsé par le déjà ancien moteur Napier Lion refroidi par eau, et on s'est rendu compte que le remplacement du Lion par un moteur en étoile moderne, refroidi par air, permettrait d'augmenter la charge utile et de simplifier la maintenance.
En 1932, Blackburn a décidé de construire deux prototypes Ripon avec moteur en étoile, l'un propulsé par un Armstrong Siddeley Tiger et le second par un Bristol Pegasus, comme projet privé (c'est-à-dire sans un ordre du ministère de l'Air).
Le prototype à moteur Pegasus effectua son premier vol le 30 septembre 1932, et après les tests a été choisi de préférence à celui motorisé par le Tiger comme un remplaçant à court terme du Ripon.
Les premières commandes ont été de 26 nouveaux appareils et 38 mises à niveau de cellules Ripon, en commençant la production en 1933. En plus, 26 transformations de Ripon en Baffin ont été commandées en 1935 en raison des problèmes de fiabilité des moteurs Armstrong Siddeley Tiger Shark équipant les Blackburn Shark, et dans le désir d'augmenter la force de la Fleet Air Arm,.
Trois nouveaux Baffin de production équipés du moteur Pegasus II.M3 de 580 ch (430 kW) ont été homologués Baffin T8A.

## Engagements
Les deux prototypes et 33 Baffin de production ont été livrés à Gosport pour entraînement à la pratique d'appontage et de torpillage, au premier escadron rééquipé du Baffin : l'escadron no 812, en janvier 1934. Ils ont pris la mer avec l'escadron 810e escadron sur le HMS Courageous, le 811 sur le Furious, le 812 sur les Glorious et Eagle et le 820 sur le Courageous.
En outre, 14 ont été envoyés à Malte pour servir sur des porte-avions en Méditerranée. Le Baffin servit à peine deux ans avant d'être remplacé par les Blackburn Shark et Fairey Swordfish, le 812e escadron continuant à voler sur Baffin jusqu'en décembre 1936. Tous les appareils britanniques semblent avoir été retirés du service avant le déclenchement de la Seconde Guerre mondiale.
En 1937, la Nouvelle-Zélande a acquis 29 Baffins au Royaume-Uni pour équiper les escadrons de la Territorial Air Force (réserve) escadrons d'Auckland, Wellington et Christchurch. Vingt-quatre étaient opérationnels au déclenchement de la guerre, 16 à Wellington et huit à Christchurch. Au déclenchement de la guerre, ces avions ont été utilisés pour la formation. Avec la réalisation de la menace sur les navires de surface, les Baffin de la RNZAF ont été remis en activité en mars 1940 sous le nom Territorial Air Force, rebaptisé 1 GR Squadron (en) en 1941, quand la moitié de la force a été transférée au 3 GR Escadron (en). Les Baffin ont été remplacés par des Lockheed Hudson avant le déclenchement de la guerre avec le Japon. Les derniers Baffin ont été démantelés à Rongotai en 1941.

## Opérateurs
Royaume-Uni
- Royal Air Force - Fleet Air Arm
  - 810 Squadron RAF (en)
  - 811 Squadron RAF (en)
  - 812 Squadron RAF (en)
  - 820 Squadron RAF

 Nouvelle-Zélande
- Force aérienne royale néo-zélandaise
  - No. 1 Squadron RNZAF (en)
  - No. 2 Squadron RNZAF (en)
  - No. 3 Squadron RNZAF (en)

### Aéronefs comparables
- Fairey III
- Fairey Gordon
- Blackburn Shark
- Vickers Vildebeest